# Tropicus vicinus
Tropicus vicinus är en skalbaggsart som beskrevs av Miller 1992. Tropicus vicinus ingår i släktet Tropicus och familjen strandgrävbaggar. Inga underarter finns listade i Catalogue of Life.